# Geografia de Goiás
A geografia de Goiás é um domínio de estudos e conhecimentos sobre os aspectos geográficos desse estado brasileiro, tanto a pesquisa física, natural e humana. Localiza-se a 49° 00′ 00″ de longitude oeste do Meridiano de Greenwich e a 16° 00′ 00″ de latitude sul da linha do equador e com fuso horário UTC-3, seguindo o padrão da capital federal do Brasil. A área do estado é de 340 111,783 km², sendo o sétimo maior do país, equivalente a 3,998% do território brasileiro, onde 1 113,680 km² estão em perímetro urbano.
O estado está na área conhecida como Planalto Central, marcada por um relevo homogêneo, sem grandes variações, preenchido pelo cerrado, vegetação predominante de Goiás. Há, em alguns pontos, costas e serras elevadas, como o Parque Nacional da Chapada dos Veadeiros e o Parque Estadual da Serra Dourada. Os rios da bacia hidrográfica Araguaia-Tocantins banham quase todo o território estadual, cortando-o de norte a sul. Os mais importantes cursos d’água são, além dos próprios Araguaia e Tocantins, os rios Vermelho, Meia-Ponte, Corumbá, Piranhas e Rio Formoso.
O clima de Goiás é predominantemente o tropical de savana (Aw), que cria um cenário de verão chuvoso e inverno seco. Há uma pequena área do estado, na região sudoeste, marcada pelo clima tropical de monção, além de alguns rastros de subtropical úmido e subtropical de altitude no leste goiano. A temperatura é variável de 9 °C até 40 °C, com alta amplitude térmica, registrando uma média de 26 °C. As quantidades de chuva variam de 1 500 mm a 1 800 mm anuais.